# Prisioneiro de um Sonho
Prisioneiro de um Sonho é uma telenovela brasileira co-produzida e exibida pela RecordTV e pela TV Rio (no Rio de Janeiro) entre 7 de dezembro de 1964 e 12 de fevereiro de 1965, às 19h, substituindo Renúncia e sendo substituída por Quatro Homens Juntos. Escrita por Roberto Freire e dirigida por Randal Juliano e pelo próprio Freire.

## Produção
Eva Wilma interpretou três personagens idênticas fisicamente: Laura, Sandra e Silvia dez anos antes das gêmeas Ruth e Raquel. Ela tinha que gravar as cenas de cada uma delas separadamente em um estúdio metade aceso e metade apagado para depois, na edição, os rolos de filme serem recortados manualmente, excluindo a parte escura e juntada as duas partes gravadas para parecerem que as personagens estavam conversando entre si. Por ser um processo artesanal e manual, ainda inovador do Brasil, Eva chegava a levar 12h para gravar as cenas de interação.
Para gravar a trilha sonora, Roberto Freire trouxe um cantor iniciante que ainda não tinha lançado nenhuma música, mas que, segundo ele, merecia uma chance: era Chico Buarque. Eva Wilma narrou em sua autobiografia Eva Wilma, Arte e Vida o momento: “Roberto Freire trouxe um rapazinho tímido que, segundo ele, tinha talento e merecia uma chance. E tocaria nas minhas cenas. E tocou. Divinamente. Música linda. O nome da canção era ‘Valsinha’. E o rapaz se chamava Chico Buarque de Hollanda". Chico, inclusive, chegou a aparecer na novela tocando "Tereza Tristeza".

## Elenco
| Ator/Atriz       | Personagem        |
| ---------------- | ----------------- |
| Eva Wilma        | Laura Santiago    |
| Eva Wilma        | Sandra Santiago   |
| Eva Wilma        | Silvia Santiago   |
| John Herbert     | Dr. Rodrigo       |
| Lélia Abramo     | Lucrécia Santiago |
| Renato Consorte  | Barros            |
| Ademir Rocha     | Victor            |
| Cecília Carneiro | Beth              |